# Бахрушин, Владимир Евгеньевич
Бахрушин Владимир Евгеньевич (1960, Орджоникидзе) — доктор физико-математических наук (1999), профессор (2004), академик общественной организации «Академия наук высшей школы Украины» (2009), академик общественной организации «Российская академия естествознания» (2010), профессор кафедры системного анализа и вычислительной математики Запорожского национального технического университета.
Является автором 3 монографий, 8 учебников и учебных пособий, 10 изобретений, более 160 статей в научных изданиях. Награждён Почётным знаком Министерства образования и науки Украины «За научные достижения» (2007). Ведёт активную научно-организационную работу, являясь членом редколлегий 3 научных журналов, членом программных и организационных комитетов, а также приглашённым докладчиком ряда международных и всеукраинских научных конференций. Член Научно-методического совета Министерства образования и науки Украины.

## Биография
В 1983 г. закончил Московский институт стали и сплавов, а в 1986 г. — аспирантуру МИСиС. В 1988 г. защитил кандидатскую диссертацию на тему «Взаимодействие и диффузия примесей внедрения в сплавах на основе ниобия».
В 1980—1986 г. на кафедре высокотемпературных материалов Московского института стали и сплавов исследовал влияние комплексного легирования и высокотемпературных обработок на внутреннее трение, динамические модули упругости и другие физические свойства сплавов внедрения на основе ниобия. В частности, Бахрушиным были определены закономерности распределения кислорода и азота в сплавах, быстроохлажденных от предплавильных температур, построена модель диффузии примесей внедрения в сплавах. Также были определены характер и механизм влияния легирующих элементов на кинетику взаимодействия азота со сплавами ниобия при высоких температурах.
В 1987−1990 г. работал инженером Центральной научно-исследовательской лаборатории полупроводников Запорожского титано-магниевого комбината. В этот период Бахрушиным был разработан ряд новых типов кремниевых эпитаксиальных структур (в том числе многослойных и структур с переменным уровнем легирования эпитаксиального слоя) и технологий их получения. Было показано, что механизм автолегирования слаболегированных автоэпитаксиальных слоев кремния, получаемых методами водородного восстановления тетрахлорида кримния, трихлорсилана и дихлорсилана, включает сублимацию соединений легирующего элемента из подложки с последующим их встраиванием в растущий слой; установлено формирование донорных центров при высокотемпературных отжигах слаболегированных монокристаллов и эпитаксиальных слоев кремния в водороде и определены закономерности кинетики их накопления.
В 1990—2000 г. работал на физическом факультете Запорожского государственного университета.
Здесь Бахрушин разработал и читал курсы компьютерного моделирования физических процессов, механики, методов физических исследований, физических основ материаловедения и др. Основные исследования Бахрушина в этот период были связаны с компьютерным моделированием процессов формирования и физических свойств слаболегированных кристаллов. Бахрушиным было введено понятие области идеальности твердого раствора. Такая концентрационная область ограничена слева вследствие взаимодействия атомов легирующего элемента с фоновыми примесями и дефектами, а справа — вследствие их взаимодействия между собой. Определены условия формирования таких областей, а также условия, при которых твердый раствор является неидеальным при любых концентрациях. Были установлены основные закономерности формирования прослоек с проводимостью противоположного типа в переходной области n±n и p±p кремниевых и германиевых композиций, обусловленные присутствием фоновых примесей противоположного типа в объёме или на поверхности сильнолегированного слоя. Показано, что ступеньки сдвига и линии скольжения в кремниевых эпитаксиальных структурах могут быть не тождественными дефектами. Их формирование происходит на начальной стадии осаждения эпитаксиального слоя и включает не только процессы зарождения и скольжения, но также и процессы аннигиляции дислокаций. Предложена кристаллографическая классификация этих дефектов, основанная на их различной ориентации относительно поверхности подложки. Установлены закономерности влияния параметров процесса на эффективность геттерирования быстродиффундирующих примесей в полупроводниковых композициях. В частности, показано существование оптимальной температуры этого процесса. При понижении температуры эффективность геттерирования снижается из-за уменьшения эффективной толщины геттерирующего слоя, а при повышении — вследствие стремления примеси к более равномерному распределению по всему объёму композиции. В 1999 г. Бахрушин защитил в Харьковском университете докторскую диссертацию на тему «Формирование примесно-дефектной подсистемы и физические свойства слаболегированных монокристаллов и монокристаллических слоев многослойных композиций».
В 2000—2012 г. заведующий кафедрой системного анализа и высшей математики Классического приватного университета. С 2002 г. заместитель главного редактора научного журнала «Сложные системы и процессы». В 2008—2010 заместитель директора Института управления КПУ. Здесь Бахрушин впервые в регионе организовал подготовку магистров, специалистов и бакалавров в области системного анализа. Разработал и читал базовые курсы «Анализ данных», «Моделирование систем», «Теория систем», «Математическое моделирование» и др.
Основные научные результаты получены в области моделирования сложных систем различной природы. В 2002—2009 г. Бахрушиным с учениками разработаны методология и программное обеспечение идентификации математических моделей сложных спектров и сложных релаксационных процессов по экспериментальным данным, основанные на применении современных методов нелинейной многокритериальной оптимизации и предложенного комплекса критериев адекватности модели. Это дало возможность уточнить закономерности влияния примесей переходных металлов на физические свойства и процессы распада пересыщенных твердых растворов внедрения на основе ниобия. В частности, было показано, что характер влияния легирующего элемента (ускорение распада или стабилизация твердого раствора) определяется характером локального взаимодействия его атомов с атомами внедренного элемента.
Бахрушиным было впервые введено понятие слабосвязанной системы и определены некоторые общие свойства таких систем.
Бахрушиным с учениками разработана методология идентификации математических моделей сложных распределений случайных величин по эмпирическим данным, основанная на применении современных методов нелинейной многокритериальной оптимизации и непараметрических критериев проверки статистических гипотез. Эта задача является важным этапом при выборе адекватных методов дальнейшего статистического анализа. Были также определены типичные законы распределения многих показателей электоральных и образовательных систем, а также показателей производственного контроля в технологии полупроводниковых материалов и структур. Выполнены оценки критических значений критерия Колмогорова — Смирнова для некоторых типов распределений.
В 2009 г. Бахрушиным с учениками разработаны методика и программное обеспечение для нелинейного автокорреляционного и кросс-корреляционного анализа временных рядов. Такой подход имеет существенные преимущества по сравнению с традиционными методами, которые могут приводить к ошибочным выводам при наличии нелинейных связей между данными.
С 2015 г. работает профессором кафедры системного анализа и вычислительной математики Запорожского национального технического университета
Специалист в области образовательной политики, в частности по вопросам законодательства об образовании, методов оценивания качества образования, информатизации образования.